# Chemsakiella virens
Chemsakiella virens är en skalbaggsart som först beskrevs av Bates 1885.  Chemsakiella virens ingår i släktet Chemsakiella och familjen långhorningar. Inga underarter finns listade i Catalogue of Life.